# José Sandoval Hoyer
José Sandoval Hoyer (n. 3 de febrero de 1908 - †9 de enero de 1989). Deportista mexicano que se distinguió, principalmente, como futbolista, jugando la posición de centro delantero. Inicia su formación deportiva en el Colegio francés de Alvarado. Participa toda una temporada con el Club América categoría juvenil continuando su trayectoria futbolística formando parte de los equipos Club Alvarado, Mextel y el Club Deportivo Marte, equipo de liga mayor de la Federación Mexicana de Fútbol.

## Inicios
Durante su formación inicial a inicios de los años 20 en el colegio francés localizado en a la calle del Puente de Alvarado Nº 23 de la Ciudad de México es cuando consigue sus primeros logros deportivos. Representando al Colegio francés Alvarado – actualmente El Instituto México Primaria, participa en torneos locales de atletismo en la Ciudad de México organizados por el YMCA logrando triunfar en salto de altura y carrera de 100 m con obstáculos. Su afición por el fútbol se acuna en el colegio francés Alvarado cuando apenas tenía 12 años y dónde cada sábado los profesores les proporcionaban un balón a los chamacos que vestían sus uniformes deportivos para practicar. La continuidad en estas actividades dio sus frutos y Alvarado lo distinguió por 3 años consecutivos como campeón infantil del Distrito Federal a principios de los años 20 y que alentaran, más adelante, a Pepe Sandoval a buscar metas más ambiciosas en el balompié mexicano.
De la importancia que los profesores de Alvarado daban al deporte, principalmente al fútbol, surgieron futbolistas como “Perico” Vera, Baldomero, Leonardo el “Chanclas” Zamudio y Horacio Casarín. También del legendario colegio francés tuvo sus orígenes, en 1916, el actual Club América; de dos equipos hermanos ligados al colegio de Hermanos Maristas, el Récord y Colón, nace para después adoptar, temporalmente, el nombre Club Centro Unión y finalmente retomar el nombre original Club América en la temporada 1919-20.
Ya a mediados de los años 20, Pepe Sandoval, ingresa a las filas del Club América defendiendo los colores azul-crema a nivel juvenil. Un año después, en 1926, ficha con el Club Alvarado y permanece por tres años madurando su físico y su estilo de juego.
No fue el fútbol el que lo llevó a niveles más altos, su ingreso en 1925 a trabajar la Compañía National Paper & Type le dio la oportunidad de jugar, básquetbol con el equipo propio de la compañía, el Napatico, donde jugaría por 2 años dentro de la Federación de básquetbol del D.F. - 1ª fuerza, donde también participaba el equipo Mextel de básquetbol propiedad de la Compañía Telefónica y Telegráfica Mexicana, actualmente Telmex, y fue que el Sr. José Cossials se fijó en Pepe Sandoval y le invitó a trabajar en la compañía con la condición de que se integrara a sus equipos deportivos, el de básquetbol, béisbol y fútbol. Para 1926 se integra primero al equipo Mextel de básquetbol donde juega por varias temporadas simultáneamente a seguir jugando fútbol para el Club Deportivo Alvarado que dejaría finalmente en 1928 para integrarse de lleno, pero ahora, al equipo de fútbol Mextel de la misma Compañía Telefónica y Telegráfica Mexicana de quién era empleado.

## Trayectoria
Su participación en la Federación Mexicana de Fútbol Asociación de 1ª Fuerza Grupo B con el equipo Mextel, le abrió las puertas de la Liga Mayor. Sus primeros encuentros con equipos de Liga Mayor se llevaron a cabo aquella memorable serie cuadrangular entre el Necaxa, Germania, Reforma y el Mextel efectuada en 1928 logrando el campeonato el equipo Mextel y al año siguiente, en 1929, el partido efectuado en Orizaba, Veracruz, entre el Mextel y el Asociación Deportiva Orizabeña (A.D.O.) campeón del Estado de Veracruz donde, por primera vez, figuró como jugador de fuerza mayor, pues el once telefónico fue reforzado por jugadores del Atlante. Exceptuando a 5 jugadores originales del Mextel, entre ellos Pepe Sandoval, los demás puestos fueron ocupados por Carreño, Manuel Rosas el Chaquetas, Felipe Rosas el Dientes, Nicho Mejía, Olivares, Corona, entre otros jugadores del Atlante.
El Club Deportivo Marte acababa de pasar en 1931 una restructuración en sus filas debido a la reagrupación de la mayoría de sus integrantes de origen militar al llamado el secretario de Guerra y Marina, General Joaquín Amaro Domínguez quien ordenaba pasar a servicio activo a todos los que recibían sueldo en la milicia.
Es así que el Club Deportivo Marte para la temporada que daba inicio en 1932 busca jugadores que dieran continuidad a los logros antes alcanzados por el equipo. Para la temporada 1932/33 Pepe Sandoval ficha para el Club Deportivo Marte conformándose un equipo con jugadores como Óscar Bonfiglio, Alfonso López – el Títere, Luis Jiménez – el Luisín, Ramos, Ríos, García – el Tití, Castillo, Zirión, entre otros, que integraban la escuadra de los también llamados Blanquiazules, Marcianos, ExMilitares, los Militares y los Merengues. Pepe Sandoval jugó como centro delantero logrando anotar 14 goles en dicha temporada. Deja el Marte para la siguiente temporada reincorporándose a las filas del Club Mextel donde culminaría su trayectoria futbolística en 1944.

## Clubes
| Club                           | País     | Año       |
| ------------------------------ | -------- | --------- |
| Club América Categoría Juvenil | mexicano | 1925      |
| Club Alvarado                  | mexicano | 1926-1928 |
| Club Mextel                    | mexicano | 1928-1932 |
| Club Deportivo Marte           | mexicano | 1932-1933 |
| Club Mextel                    | mexicano | 1933-1944 |